# Taritu
Taritu (Duits: Tarrito) is een plaats in de Estlandse gemeente Saaremaa, provincie Saaremaa. De plaats heeft de status van dorp (Estisch: küla) en telt 32 inwoners (2021).
Tot in december 2014 behoorde Taritu tot de gemeente Lümanda, tot in oktober 2017 tot de gemeente Lääne-Saare en sindsdien tot de fusiegemeente Saaremaa.

## Geschiedenis
Taritu werd voor het eerst genoemd in 1645 als Darrite Claß, een boerderij op het landgoed van Karala. In 1826 werd een nederzetting Tarrito genoemd, met drie boerderijen. In 1900 was in een Russischtalig document sprake van een dorp Тарито (‘Tarito’).
Tussen 1977 en 1997 hoorde Taritu bij het buurdorp Koimla.